# Kleinwinklarn
Kleinwinklarn ist ein Ortsteil der Stadt Neunburg vorm Wald im Landkreis Schwandorf in Bayern.

## Geographie
Kleinwinklarn liegt circa fünf Kilometer südöstlich von Neunburg vorm Wald. Der Ort liegt am Atzenbach, der etwa 500 Meter weiter südlich aus dem Zusammenfluss von Kitzenriederbach und Bodenmühlbach entsteht und circa 500 Meter weiter nördlich in den Rötzerbach mündet.

## Geschichte
Der Name Kleinwinklarn leitet sich vom althochdeutschen winkli ab, das eine von Hügeln und Wäldern eingeschlossene Gegend bezeichnet. Kleinwinklarn hieß zunächst Winklarn, wurde dann aber Kleinwinklarn genannt, um es vom Markt Winklarn zu unterscheiden. 
1808 wurde die Verordnung über das allgemeine Steuerprovisorium erlassen. Mit ihr wurde das Steuerwesen in Bayern neu geordnet und es wurden Steuerdistrikte gebildet. Dabei wurde Kleinwinklarn Steuerdistrikt. Der Steuerdistrikt Kleinwinklarn bestand aus den Ortschaften Kleinwinklarn mit 15 Anwesen, Boden mit 10 Anwesen, Jagenried mit 8 Anwesen, Kitzenried mit 7 Anwesen, Poggersdorf mit 5 Anwesen, Wolfsgrub mit 3 Anwesen, Etzmannsried mit 2 Anwesen, Stadlhof mit 1 Anwesen.
1820 wurden im Landgericht Neunburg vorm Wald Ruralgemeinden gebildet. Dabei wurde Kleinwinklarn Ruralgemeinde. Zur Ruralgemeinde Kleinwinklarn gehörten die Dörfer Kleinwinklarn mit 14 Familien und Kitzenried mit 8 Familien, der Weiler Wolfsgrub mit 2 Familien und die Einöde Kleinwinklarnermühle mit 1 Familie.
1860 errichtete man in Kleinwinklarn ein Schulhaus, das 1880 aufgestockt wurde.
Die Herz-Jesu-Kirche von Kleinwinklarn wurde 1905 gebaut. Sie hat eine Herz-Jesu-Statue, die der Bildhauer Karl Mauermann 1945 anfertigte. 1946 baute man an die Kirche eine Sakristei an.
1946 bis 1948 gehörten Meißenberg, Wenigrötz und Poggersdorf zu Kleinwinklarn. 1949 wurden Wenigrötz und Poggersdorf wieder nach Penting eingemeindet und Meißenberg wurde eine selbständige Gemeinde.
Am 23. März 1913 gehörte Kleinwinklarn zur Pfarrei Seebarn, bestand aus 24 Häuser und zählte 120 Einwohner. Am 31. Dezember 1990 hatte Kleinwinklarn 214 Einwohner und gehörte zur Pfarrei Neunburg vorm Wald.

## Einwohnerentwicklung ab 1809
| Jahr | Einwohner   | Gebäude |
| ---- | ----------- | ------- |
| 1809 | 101         | k. A.   |
| 1820 | 14 Familien | k. A.   |
| 1838 | 118         | 16      |
| 1861 | 118         | 45      |
| 1871 | 157         | 53      |
| 1885 | 133         | 27      |
| 1900 | 131         | 28      |

| Jahr | Einwohner | Gebäude |
| ---- | --------- | ------- |
| 1913 | 120       | 24      |
| 1925 | 135       | 27      |
| 1950 | 156       | 26      |
| 1961 | 162       | 30      |
| 1970 | 181       | k. A.   |
| 1987 | 228       | 54      |
| 2011 | 246       | k. A.   |